# Ç
Ç ، ç یا C-سدیل یکی از حروف الفبای لاتین است.برعلاوه حرف Ç ، ç -سدیل یکی از حروف الفبای ترکی استانبولی، ترکی آذربایجانی ، ترکمنی و زبان شغنانی می‌باشد. همچنی در الفبای لاتین زبان‌های تاتاری، تاتاری کریمه و کردی است. این حرف نشان‌ دهندهٔ آوای /ʃ/ (ش) می‌باشد. 
در گذشته در الفبای رومانیایی گاه از این حرف به جای Ș استفاده‌می‌شد.

## کاربردها
- در الفبای آوانگاری بین‌المللی، [ç] نشان‌دهندهٔ هم‌خوان سایشی کامی بی‌واک است.
- در زبان‌های فرانسوی، کاتالان، اکسیتان و پرتغالی Ç آوای س را می‌رساند.
- در زبان‌های فریولی، ترکی استانبولی، آلبانیایی، تاتار، ترکی آذربایجانی، ترکمنی و کردی زازاکی و کرمانجی این نویسه صدای /چ/(t͡ʃ) را می‌رساند.
- در زبان مانکس، çh به صورت /t͡ʃ/ تلفظ می‌شود.
- در انگلیسی و باسک این نویسه در وامواژگان دیده‌می‌شود.